# برج العاصمة العالمية
برج العاصمة العالمية هو ناطحة سحاب في ميجا كونينجان جنوب جاكرتا في إندونيسيا، وأكتمل بناء ناطحة السحاب بحلول الربع الثاني من عام 2017.  وتبلغ مساحة ناطحة السحاب الإجمالية 70 ألف متر مربع مع مساحات للتسوق والترفيه. ويبلغ ارتفاع البرج 244.3 مترًا ويتكون من 54 طابقًا،  وهو أحد أطول مباني المكاتب في جاكرتا. 

## نبذة
تم تجهيز البرج بمعدات الكشف عن القنابل والمعادن، بما في ذلك 10 أمتار من طبقات الزجاج و 19 ملم من مادة الزجاج المضاد للانفجار في الردهة الرئيسية. ولتقليل الضوضاء من الخارج وعزل حرارة الشمس، تم تجهيز البرج بأشعة تحت الحمراء، وطلاء واجهات المباني الزجاجية بطبقة مزدوجة من تقنية Low-e. وجهز البرج أيضًا بحديقة تبلغ مساحتها 3000 متر مربع، ومبنى خاص(ملحق) من ثلاثة طوابق تغطي مساحة 2.700 متر مربع للتسوق ونمط الحياة وخاصة المأكولات والمشروبات. 